# Besleria sieberiana
Besleria sieberiana är en tvåhjärtbladig växtart som beskrevs av Ignatz Urban. Besleria sieberiana ingår i släktet Besleria och familjen Gesneriaceae. Inga underarter finns listade i Catalogue of Life.